# Loop device
Em sistemas operacionais do tipo Unix, um loop device (em português dispositivo de laço), vnd (vnode disk) ou lofi (loop file interface) é um pseudo-dispositivo que torna um arquivo acessível como um dispositivo de bloco.
Antes do uso, um loop device deve ser conectado a um arquivo existente no sistema de arquivos. A associação fornece ao usuário uma API que permite que o arquivo seja usado no lugar de um arquivo de bloco especial (compare com sistema de arquivos de dispositivo). Desta forma, se o arquivo contiver um sistema de arquivo inteiro, o arquivo pode ser montado como se ele fosse um dispositivo de disco.

## Exemplo
Montar um arquivo contendo uma imagem de disco em um diretório requer duas etapas:
1. associação do arquivo com um nó de dispositivo de laço;
2. montagem do dispositivo laço em um diretório de ponto de montagem.

Estas duas operações podem ser realizadas usando dois comandos separados ou por meio de sinalizações (flags) especiais para o comando de montagem. A primeira operação pode ser realizada por programas como losetup no Linux ou lofiadm no SunOS. Como um exemplo, se exemplo.img for um arquivo regular contendo um sistema de arquivos e /home/seu/diretorio for um diretório de usuário do Linux, o superusuário (root) pode montar o arquivo no diretório executando os seguintes comandos:
```
losetup /dev/loop0 exemplo.img
mount /dev/loop0 /home/seu/diretorio
```